# Comuna Kurovîci, Zolociv
Kurovîci (în ucraineană Куровичі) este o comună în raionul Zolociv, regiunea Liov, Ucraina, formată din satele Kurovîci (reședința), Pecenia și Solova.

## Demografie
Componența lingvistică a comunei Kurovîci
     Ucraineană (98,73%)
     Alte limbi (0,83%)
Conform recensământului din 2001, majoritatea populației comunei Kurovîci era vorbitoare de ucraineană (98,73%), existând în minoritate și vorbitori de alte limbi.